# 葵芳站公共運輸交匯處
葵芳站巴士總站（英語：Kwai Fong Station Bus Terminus）是香港葵青區葵芳的一個巴士總站，位於葵芳站外（A／B出口）。現有15條巴士路線以本站作為總站，亦有3條小巴路線本站作為總站（部份小巴路線停在葵芳站C／D出口對出，或在新都會廣場對出，並非位於葵芳站公共運輸交匯處內）。

## 總站路線資料

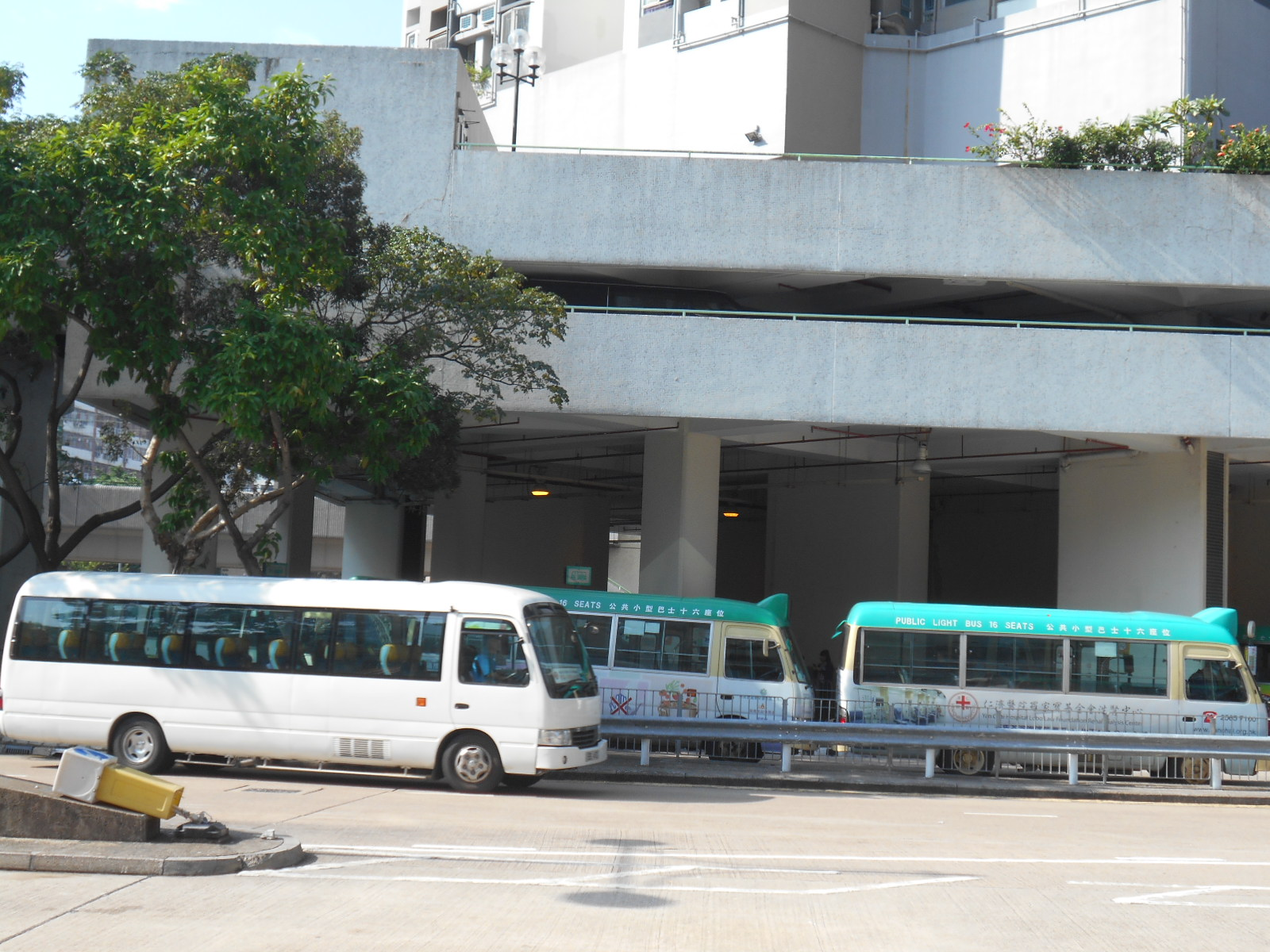
葵芳站公共運輸交匯處的小巴總站部分

### 九龍巴士31M線
- 石籬（梨貝街） ↔ 葵芳站

### 九龍巴士31P線
- 石籬商場 → 葵芳站

只供落客，不設回程

### 九龍巴士32M線
- 葵芳站 ↺ 象山

### 九龍巴士36M線
- 梨木樹 ↔ 葵芳站

### 九龍巴士43M線
- 葵芳站 ↺ 青衣（長青邨）

### 九龍巴士46P線
- 美田 ↔ 葵芳站

### 九龍巴士58M線
- 屯門（良景邨） ↔ 葵芳站

### 九龍巴士58P線
- 葵芳站 → 田景邨（田裕樓）

只於平日下午繁忙時間服務，以及不停屯門區內屯門公路沿途各站。

### 九龍巴士67M線
- 屯門（兆康苑） ↔ 葵芳站

### 九龍巴士69M線
- 天水圍市中心 ↔ 葵芳站

### 九龍巴士69P線
- 天水圍站 → 葵芳站

只供落客，不設回程

### 九龍巴士235M線
- 安蔭 ↔ 葵芳站

### 九龍巴士260C線
- 屯門（三聖邨） ↔ 葵芳站

只於平日繁忙時間服務。

### 九龍巴士848線
- 沙田馬場 → 葵芳站

只供落客，不設回程

### 新界區專線小巴88線
- 青衣邨 ↔ 葵芳站

### 新界區專線小巴88B線
- 翠怡花園 ↔ 葵芳站

### 新界區專線小巴88M線
- 香港聯合船塢 ↔ 葵芳站
- 葵芳站 ↺ 前青衣發電廠

## 途經路線資料

### 九龍巴士30線
- 荃威花園 ↔ 長沙灣

只限往荃威花園方向途經此站

### 九龍巴士40E線
- 葵芳（南） → 泥涌

只限往泥涌方向途經此站

### 九龍巴士46X線
- 顯徑 ↔ 美孚

只限往顯徑方向途經此站

### 九龍巴士47A線
- 沙田（水泉澳） ↔ 葵芳（南）

只限往水泉澳方向途經此站

### 九龍巴士47X線
- 秦石 ↔ 葵盛（東）

只限往秦石方向途經此站

### 九龍巴士57M線
- 屯門（山景邨） ↔ 荔景（北）

只限往山景方向途經此站

### 九龍巴士61M線
- 友愛（南） ↔ 荔景（北）

只限往友愛（南）方向途經此站

### 龍運巴士A30線
- 梨木樹 ↔ 機場（地面運輸中心）

只限往梨木樹方向途經此站

### 龍運巴士NA30線
- 梨木樹 ↔ 港珠澳大橋香港口岸（經機場客運大樓）

只限往梨木樹方向途經此站

### 龍運巴士E32線
- 葵芳（南） ↔ 航天城（經青衣及東涌市中心）

只限往機場博覽館方向途經此站

### 龍運巴士E32A線
- 葵芳（南） ↔ 東涌發展碼頭（經荃灣及東涌北，不經青衣及東涌市中心）

只限往東涌發展碼頭方向途經此站

## 外部連結
- 運輸署 - 新界路線